# The Offspring (album)
The Offspring er debutalbummet fra det amerikanske punk-rock band The Offspring, udgivet den 15. juni 1989 af Nemesis Records. Efter seks år ophørte printet og albummet blev genudgivet af Nitro Records og Epitaph Records i 1995, dog med et andet album cover. Begge genudgivelser på de to etiketter er næsten identiske.

## Historie
Efter optagelser af et demobånd i 1988, begyndte The Offspring forberedelserne til deres første fulde-længde album. De indspillede det i marts 1989 i South Coast Recording i Santa Ana, Californien, hvor Thom Wilson var deres producer. Under indspilningen — genindspillede de deres to tidligere sange "I'll Be Waiting" og "Blackball", der oprindeligt blev udgivet på deres EP vinyl i 1986.
Albummet blev udgivet den 15. juni 1989 i et begrænset antal af Nemesis Records, og blev kun udgivet i 12 tommer vinyl og kassettebånd. Efter to og et halvt år havde albummet solgt 5.000 eksemplarer. Nogle af eksemplarerne har også et logo af Cargo Records ved siden af Nemesis' logo på bagsiden. For at støtte deres album, indledte The Offspring en seks-ugers landsdækkende turné. Efter den moderate succes for The Offspring, underskrev de kontrakt Epitaph Records i 1991.
For at opfylde deres kontraktlige forpligtelser med Epitaph Records, blev albummet genudgivet på CD (og igen på vinyl og kassette) i 1995 efter The Offspring opnåede stor berømmelse og succes med deres daværende aktuelle album Smash. I 2001 blev albummet genudgivet på Nitro Records, dog ikke udstyret med det afsluttende nummer "Kill the President".

## Trackliste
Alle sange skrevet og komponeret af Dexter Holland.
| #   | Titel                       | Længde |
| --- | --------------------------- | ------ |
| 1.  | "Jennifer Lost the War"     | 2:35   |
| 2.  | "Elders"                    | 2:11   |
| 3.  | "Out on Patrol"             | 2:32   |
| 4.  | "Crossroads"                | 2:48   |
| 5.  | "Demons (A Mexican Fiesta)" | 3:10   |
| 6.  | "Beheaded"                  | 2:52   |
| 7.  | "Tehran"                    | 3:06   |
| 8.  | "A Thousand Days"           | 2:11   |
| 9.  | "Blackball"                 | 3:24   |
| 10. | "I'll Be Waiting"           | 3:12   |
| 11. | "Kill the President"        | 3:22   |